# Voice (EP)
Voice (estilizado como VOICE) é o primeiro extended play (EP) japonês da cantora sul-coreana Taeyeon. Foi lançado digitalmente em 13 de maio de 2019, pela SM Entertainment Japan, e em seu formato físico em 5 de junho pela EMI. Composto por seis canções, incluído a faixa-título homônima "Voice", lançada juntamente com a edição digital do EP, o seu lançamento atingiu a posição de número seis nas tabelas musicais japonesas.

## Antecedentes e lançamento
Em 30 de junho de 2018, Taeyeon lançou "Stay", seu single de estreia japonês, que também foi lançado em formato físico de forma limitada, durante a sua série de concertos no país de nome Taeyeon -Japan Show Case Tour 2018-. Posteriormente, em 12 de abril de 2019, foi anunciado que Taeyeon lançaria seu primeiro EP japonês no mês de junho do mesmo ano. Voice foi lançado em formato digital em 13 de maio de 2019, sendo composto por seis faixas, incluindo sua faixa-título "Voice". Em 5 de junho, o EP foi lançado em formato físico, através de três edições, o qual recebeu a Primeira Edição Limitada A (composto por CD+DVD e incluído a Japan Show Case Tour 2018) e Primeira Edição Limitada B (composto por CD+DVD/Livro de fotos e incluído o vídeo musical de "Voice").

## Lista de faixas
| Voice – Edição padrão |                   |                          |                                                             |                        |         |  |
| N.º                   | Título            | Letras                   | Música                                                      | Arranjos               | Duração |  |
| 1.                    | "Voice"           | STY (Digz Inc.)          | Aaron Benward Felicia Barton Matthew Tishler                | Matthew Tishler        | 3:11    |  |
| 2.                    | "I Found You"     | Junji Ishiwatari         | Sebastian Thott Andreas Öberg Skylar Mones Courtney Woolsey | Sebastian Thott        | 3:51    |  |
| 3.                    | "Horizon"         | Junji Ishiwatari         | Geek Boy Al Swettenham Megan Lee Andy Love                  | Geek Boy Al Swettenham | 3:51    |  |
| 4.                    | "Vanilla"         | Sara Sakurai (T's Music) | Joe Lawrence Linda "Shorelle" Quero                         | Joe Lawrence           | 4:01    |  |
| 5.                    | "Turnt and Burnt" | STY (Digz Inc.)          | Willie Weeks Yanka Lena                                     | Willie Weeks           | 3:00    |  |
| 6.                    | "Signal"          | STY (Digz Inc.)          | Ricky Hanley Christie Prentice Daniel Sherman               | Daniel Sherman         | 4:10    |  |
| Duração total:        | Duração total:    | Duração total:           | Duração total:                                              | Duração total:         | 22:04   |  |

| Voice – DVD bônus da edição limitada CD+DVD Live Edition / Type A |                                                          |         |  |
| N.º                                                               | Título                                                   | Duração |  |
| 1.                                                                | "I" (Taeyeon -Japan Show Case Tour 2018–)                | 2:48    |  |
| 2.                                                                | "Up & Down" (Taeyeon -Japan Show Case Tour 2018–)        | 2:56    |  |
| 3.                                                                | "Eraser" (Taeyeon -Japan Show Case Tour 2018–)           | 2:54    |  |
| 4.                                                                | "Night" (Taeyeon -Japan Show Case Tour 2018–)            | 3:20    |  |
| 5.                                                                | "I Got Love" (Taeyeon -Japan Show Case Tour 2018–)       | 3:29    |  |
| 6.                                                                | "Stay" (Taeyeon -Japan Show Case Tour 2018–)             | 4:17    |  |
| 7.                                                                | "Secret" (Taeyeon -Japan Show Case Tour 2018–)           | 3:55    |  |
| 8.                                                                | "U R" (Taeyeon -Japan Show Case Tour 2018–)              | 4:36    |  |
| 9.                                                                | "Rescue Me" (Taeyeon -Japan Show Case Tour 2018–)        | 4:25    |  |
| 10.                                                               | "Indestructible" (Taeyeon -Japan Show Case Tour 2018–)   | 4:22    |  |
| 11.                                                               | "Time Lapse" (Taeyeon -Japan Show Case Tour 2018–)       | 4:50    |  |
| 12.                                                               | "Hands on Me" (Taeyeon -Japan Show Case Tour 2018–)      | 3:59    |  |
| 13.                                                               | "11:11" (Taeyeon -Japan Show Case Tour 2018–)            | 3:40    |  |
| 14.                                                               | "Why" (Taeyeon -Japan Show Case Tour 2018–)              | 3:45    |  |
| 15.                                                               | "I'm The Greatest" (Taeyeon -Japan Show Case Tour 2018–) | 3:20    |  |
| 16.                                                               | "Fine" (Taeyeon -Japan Show Case Tour 2018–)             | 4:40    |  |

| Voice – DVD bônus da edição limitada CD+DVD Visual Edition / Type B |                          |         |  |
| N.º                                                                 | Título                   | Duração |  |
| 1.                                                                  | "Voice" (Vídeo musical)  | 3:34    |  |
| 2.                                                                  | "Voice" (Visual Makings) |         |  |

## Desempenho nas paradas musicais
Em seu formato digital, Voice estreou no Japão em seu pico de número seis pela Oricon Digital Albums Chart com 1,134  download digitais pagos, na semana referente a 13 a 19 de maio de 2019. A seguir, posicionou-se em número dois pela tabela diária da Oricon Albums Chart com 14.692 cópias físicas vendidas, correspondente a 4 de junho. Voice estreou mais tarde em seu pico de número seis na mesma tabela, com 17.174 cópias físicas vendidas, na semana referente a 3 a 9 de junho de 2019. Pela Billboard Japan, Voice estreou em número trinta pela Hot Albums, na semana referente a 22 de maio de 2019, alcançando a posição de número seis na semana seguinte. O EP também estreou em seu pico de número sete pela Download Albums com sua edição digital, na semana referente a 22 de maio de 2019 e posicionou-se em número quatro pela Top Albums Sales, pela semana de 17 de junho de 2019, ao obter vendas estimadas de 19.330 cópias em todo o país.
Internacionalmente, Voice estreou na posição de número onze pela tabela estadunidense Billboard World Albums na semana correspondente a 25 de maio de 2019.

### Posições semanais
| Parada musical (2019)                   | Melhor posição |
| --------------------------------------- | -------------- |
| Estados Unidos (Billboard World Albums) | 11             |
| Japão (Oricon Albums Chart)             | 6              |
| Japão (Billboard Japan Hot Albums)      | 6              |

## Histórico de lançamento
| Região | Data               | Formato                    | Gravadora | Ref.   |
| ------ | ------------------ | -------------------------- | --------- | ------ |
| Mundo  | 13 de maio de 2019 | Download digital streaming | SM Japan  | [ 15 ] |
| Japão  | 13 de maio de 2019 | Download digital streaming | SM Japan  | [ 4 ]  |
| Japão  | 5 de junho de 2019 | CD CD+DVD                  | EMI UMJ   | [ 1 ]  |